# Irakere
Irakere je kubánská hudební skupina, která ve své tvorbě propojuje afrokubánský folklór s vlivy bebopu, jazzu, rocku a soulu. Soubor založil roku 1973 v Havaně klavírista Chucho Valdés, který předtím působil jako kapelník v Orquesta Cubana de Música Moderna, název znamená v jazyce afrického kmene Jorubů „les“.
Instrumentální schopnosti jednotlivých členů umožňovaly rozsáhlé improvizace, novátorské spojení tradičních nástrojů jako batá, konga, claves, güiro a rumba koule s možnostmi elektrické aparatury vyneslo skupině popularitu na Kubě i v zahraničí: byla oceněna na prestižních přehlídkách jako Montreux Jazz Festival, Newport Jazz Festival, Carnaval de Barranquilla nebo Jazz Jamboree ve Varšavě, v roce 1979 uzavřela smlouvu se společností Columbia Records. Album Irakere získalo v roce 1980 cenu Grammy v kategorii latinskoamerické hudby.
V osmdesátých letech skupinu oslabila emigrace výrazných členů, jako byli saxofonista Paquito D'Rivera, trumpetista Arturo Sandoval a perkusionista Miguel Angá Díaz, v roce 1997 nahradil Valdése v čele souboru jeho syn Chuchito Valdés.

## Diskografie
- 1974: Teatro Amadeo Roldán - Recital
- 1976: Grupo Irakere
- 1976: Chekere
- 1978: Musica cubana contemporánea
- 1978: Leo Brouwer / Irakere
- 1979: Grupo Irakere
- 1979: Irakere
- 1979: Chekere-son
- 1979: The Best of Irakere
- 1980: Irakere II
- 1980: El Coco
- 1980: Cuba Libre
- 1981: Live in Sweden
- 1981: Para bailar son
- 1982: Volume VI
- 1983: Calzada Del Cerro
- 1983: Orquesta sinfónica nacional; La colección v. VIII
- 1985: Bailando así; La colección Volume IX
- 1985: Tierra En Trance; La colección v. X
- 1985: Quince minutos; La colección v. XI
- 1986: Catalina
- 1998: From Havana With Love West Wind
- 1987: Live at Ronnie Scott's; The Legendary Irakere in London
- 1989: Homenaje a Beny Moré
- 1991: Great Moments
- 1991: Felicidad
- 1992: Misa Negra
- 1995: Bailando Así
- 1996: !Afrocubanismo Live! Chucho Valdés and Irakere
- 1997: Babalú Ayé
- 1999: Indestructible
- 1999: Yemayá
- 2001: Pare Cochero